# Амурский посёлок
Амурский посёлок —  посёлок  в северо-восточной части Центрального административного округа города Омска. Занимает площадь около 12,4 км², население свыше 150 тысяч человек.

## География
Посёлок занимает практически всю северо-восточную часть Центрального административного округа Омска. Центром посёлка считается район около остановки общественного транспорта «Магазин „Заря“». В связи с процессами проведения широкомасштабных строительных работ и расширения города Омска в конце 90-х — начале 2000-х годов современные омичи стали выделять понятие «Большой Амур», куда стали относить микрорайон «Амур-2», микрорайон на улице Завертяева, Посёлок Первого кирпичного завода и микрорайон Загородный. На территории посёлка расположен 94-й арсенал ракетно-артиллерийского вооружения ГРАУ МО РФ, который находится под тщательной охраной. Жилой фонд посёлка очень старый, почти половину его составляют частные дома времен постройки первой половины XX века и хрущёвки, построенные в 1960-х годах. Новые дома построены лишь точечно. В 90-х годах считался неблагополучным районом, однако куда менее криминальным по сравнению со старым Кировском, Чкаловском, Московкой и Нефтяниками.

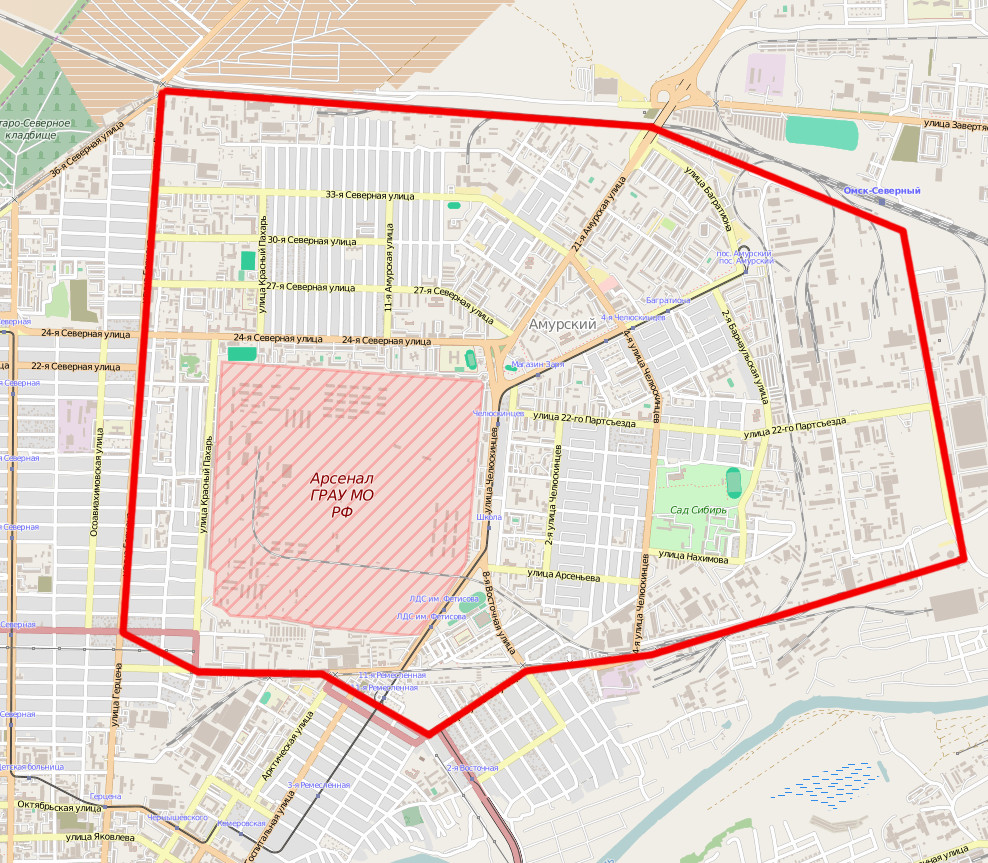
Расположение Амурского посёлка на OpenStreetMap.

## Объекты инфраструктуры

### Культура
Действующих объектов культуры в посёлке нет. В советское время здесь имелся кинотеатр «Сатурн», закрытый в начале 2000-х годов, здание которого теперь заброшено и находится в аварийном состоянии. Также имелся Дворец Культуры, построенный на территории сада «Сибирь», в котором сейчас находится Омская гуманитарная академия. Сад «Сибирь» был разбит в 1954-м году для работников кислородного машиностроения, но в 90-х годах пришёл в полное запустение. В 2013-м году сад был полностью реконструирован, были вырублены почти все деревья и высажены новые, а также благоустроены аллеи. С этого времени на территории сада проходят городские праздничные мероприятия. Затем, в 2014-м на территории «Площади Праздников» был разбит мини-парк со спортивными сооружениями и детской площадкой.
В 2017 году планируется установить памятник Александру Суворову. Сам памятник был изготовлен скульптором Александром Рогожниковым. Установлен объект культуры будет на улице Успешной.

### Спорт
Из спортивных объектов на территории посёлка находятся:
- Ледовый дворец спорта имени Вячеслава Фетисова, открытый в 2008-м году[4];
- Стадион «Энергия»;
- Стадион «Сибирь»;
- Авто/мотодром в карьере Комбината железобетонных изделий;
- Трасса для BMX;

Также в некоторых дворах домов есть новые уличные хоккейные коробки.

### Транспорт
В посёлке присутствуют такие виды транспорта, как:
- Автобус;
- Трамвай;
- Маршрутное такси;

Главная конечная остановка автобусов в Амурском посёлке — это «ул. 21-я Амурская». Там заканчиваются такие автобусные маршруты, как 45, 49, а также садовые маршруты. Кроме того, через Амурский посёлок проходят автобусные маршруты: 29, 46, 51, 94, 101, 103.
Трамвайная линия проходит по улицам Челюскинцев и Багратиона, с конечной остановкой «Амурский посёлок», по ней ходят три маршрута — № 1, № 4 и № 7.

### Производство
На восточной окраине посёлка с советских времен расположена обширная промышленная зона. На её территории сейчас находятся такие предприятия, как научно-технический комплекс «Криогенная техника», Электропромкомплект, НПО «Мир» и многие другие.

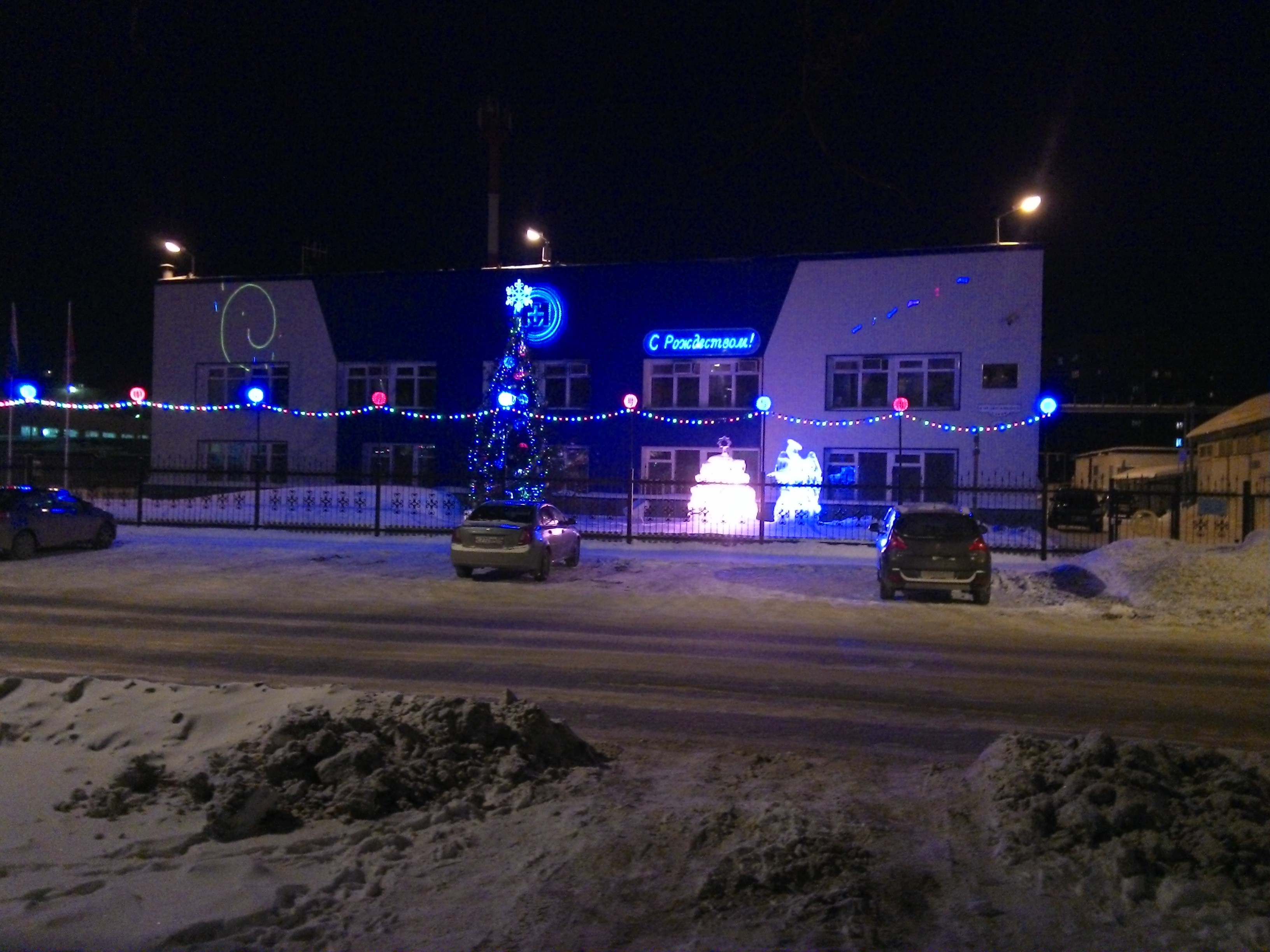
Завод НПО «Мир» ночью

## Образование
Учебные заведения, имеющиеся в Амурском посёлке
- Средние общеобразовательные учреждения:
  - 8 школ;
  - 3 школы-интерната;
  - Лицей № 29;
  - Гимназия № 159;
  - Центр развития творчества детей и юношества «Амурский»;
- Средне-специальные образовательные учреждения:
  - 5 колледжей;
  - Строительный техникум.
- Высшие учебные заведения:
  - Омская гуманитарная академия;
  - Сибирский институт бизнеса и информационных технологий.